# AC Oulu
AC Oulu – fiński klub piłkarski z siedzibą w Oulu. Obecnie bierze udział w rozgrywkach Veikkausliiga. Spotkania rozgrywa na obiekcie Raatin Stadion. Klub został założony w 2002 roku.

## Znani piłkarze
- Seth Ablade
- Anatoli Bułgakow
- Raphael Edereho
- Ilja Fomitczew
- Janne Hietanen
- Jarkko Hurme
- Toni Kolehmainen
- Antti Niemi
- Mika Nurmela
- Antti Okkonen
- Rafinha
- Dritan Stafsula
- Jani Viander